# استامی‌پرید
استامی‌پرید (به انگلیسی: Acetamiprid) با فرمول شیمیایی C۱۰H۱۱ClN۴ یک ترکیب شیمیایی است. شکل ظاهری این ترکیب، پودر سفید است.